# 复式簿记
在会计学中，复式簿记（又称为复式记账法）是商业及其他组织上记录金融交易的标准系统。
该系统之所以称为复式簿记，是因为每笔交易都至少记录在两个不同的账户当中。每笔交易的结果至少被记录在一个借方和一个贷方的账户，且该笔交易的借贷双方总额相等，即“有借必有贷，借贷必相等”。
例如，如果A企业向B企业销售商品，B企业用即期支票向A企业支付货款，那么A企业的会计就应该在贷方记为“销售收入”，在借方记为“現金”。相反地，B企业的会计应该在借方记为“進貨”，并在贷方记为“银行存款”。
借方项目通常记在左边，贷方则记在右边，空白账簿看起来像个T字，故账户也被称为T字帳。

## 历史
复式记账起源于中世纪早期中东的犹太人。有假说认为，意大利商人从印度商人那里学到了复式记账法。至十五世纪末期，复式记账法已广泛流传于佛罗伦萨、热那亚、威尼斯和吕贝克的银行家和商人中。
现存最早的对于复式记账法的描述出自拉古萨经济学家班尼德托·科特拉格力1458年所著《贸易和完美商人》（Della mercatura e del mercante perfetto），但他的手稿于1573年才得以发表。
1494年，意大利数学家卢卡·帕西奥利在威尼斯出版了一本数学教科书《概述：算术、几何、比例和比率》（Summa de arithmetica, geometria, proportioni et proportionalità），在此书中他首次详尽阐述了复式记账系统，帕西奥利也因此被尊为“会计学之父”。
复式记账法在前现代社会的欧洲拥有神学和宇宙学的内涵，象征着“正义的天平和神创之世的对称性”。

### 东亚
在古代东亚，也有数种类似复式簿记的记账法，如有人主张11或12世纪于高丽开城商人间出现的“開城簿記”（：／，亦称“四介松都治簿法”，：／）是独立发明的复式记账法。又如中国宋朝出现的“四柱结册法”（或称“四柱清册”），日本江户时代的“出雲帳合”（／），均被认为是类似的复式记账法。

## 第一級會計項目表
- 资产
- 负债
- 所有者权益
- 收益
- 费損
- 利润

## 簿记的缩写
- a/c - 账户（account）
- B/S - 资产负债表（Balance Sheet）
- c/d - carried down
- b/d - brought down
- c/f - carried forward
- b/f - brought forward
- Dr - 借方（debit）
- Cr - 贷方（credit）
- G/L - 总分类帐（General Ledger）；或 N/L - 名細分類帳（Nominal Ledger）
- P&L - 损益（Profit & Loss）；或 I/S - 损益表（Income Statement）
- PP&E - 财产，工厂和设备（Property, Plant and Equipment）
- TB - 试算表（Trial Balance）

## 会计分录
在复式簿记系统中，至少需要两个会计分录来记录每个金融交易。这些条目可能出现在资产，负债，权益，费用或收入账户中。将借方金额记录到一个或多个帐户以及向一个或多个帐户记录相等的贷方金额导致总借方等于总帐中所有帐户的总贷方。如果记录的会计分录没有错误，则具有借方余额的所有帐户的总余额将等于具有贷方余额的所有帐户的总余额。借记和贷记相关帐户的会计分录通常包括两个帐户中的相同日期和识别代码，以便在出错时，每个借方和贷方可以追溯到日记帐和交易源文档，从而保留审计跟踪。会计分录记录在“账簿”中。无论哪个账户和特定交易影响了多少账户，资产等于负债加资本的基本会计等式都将成立。

## 借方和贷方
复式簿记由会计等式进行控制，如果收入等于费用，则以下等式就会成立：
資產 = 負債 + 業主權益
事实上，收入一般都不会等于费用，因此，在正常情况下，以上等式必须扩充为：
資產 = 負債 + 業主權益 + （收入 - 費用）

### 借方和贷方实例
下表演示了借方和贷方的增减如何影响会计要素。
| 會計要素 | 借方 | 貸方 |
| -------- | ---- | ---- |
| 資產     | ▲    | ▼    |
| 費用     | ▲    | ▼    |
| 負債     | ▼    | ▲    |
| 業主權益 | ▼    | ▲    |
| 收入     | ▼    | ▲    |